# Bellingcat
Bellingcat (stylisé bell¿ngcat) est une ONG regroupant des enquêteurs en ligne spécialisés dans la vérification des faits et le renseignement d'origine source ouverte (ou open source),, fondé par le journaliste britannique et ancien blogueur Eliot Higgins en juillet 2014.
Bellingcat publie les résultats des enquêtes de journalistes professionnels et citoyens sur les zones de guerre, les violations des droits de l'homme et la criminalité financière. Les contributeurs du site publient également des guides sur leurs techniques d'enquête ainsi que des études de cas.
Bellingcat commence par enquêter sur l'utilisation d'armes dans la guerre civile syrienne. Ses reportages sur la guerre dans le Donbass (y compris l'abattage du vol Malaysia Airlines 17), le raid El Junquito, la guerre civile yéménite, l'empoisonnement des Skripal, celui d'Alexeï Navalny et un massacre commis par l'armée camerounaise, attirent l'attention internationale.

## Nom
Le nom dérive de l'idiome anglais « belling the cat », qui vient d'une fable médiévale sur les souris qui discutent de la façon de rendre un chat inoffensif. On suggère d'accrocher une cloche autour de son cou, et toutes les souris approuvent l'idée mais aucune n'est disposée à le faire. Dans la littérature française, cette fable a été racontée par Eustache Deschamps (Le Chat et les Souris) et par Jean de la Fontaine (Conseil tenu par les rats).

## Histoire
En mars 2012, Eliot Higgins lance un blog sous le pseudonyme de Brown Moses, sur lequel il publie ses recherches à partir de séquences vidéo de la guerre civile syrienne. Il regarde des centaines de ces courtes vidéos accessibles sur Internet, les localise et examine les détails des armes utilisées. En conséquence, Eliot Higgins peut démontrer que le régime syrien utilise des armes à sous-munitions et des armes chimiques,. En 2013, il lie l'importante attaque chimique de la Ghouta à Bachar el-Assad.
La première grande enquête de Bellingcat, menée principalement par des bénévoles sans financement extérieur concerne l’attaque du vol 17 de Malaysia Airlines (MH17) en 2014. Leur conclusion, selon laquelle la Russie en est responsable, est par la suite confirmée par l'équipe conjointe d'enquête (Joint Investigation Team ou JIT), qui conclut dans un rapport daté du 25 mai 2018 que la destruction du MH17 a été déclenchée par l'armée russe. Dans d'autres enquêtes notables, à l'aide de Google Earth, des enquêteurs bénévoles travaillant avec Bellingcat déclarent avoir découvert les coordonnées d'un camp d'entraînement de l'État islamique, ainsi que le site où le journaliste américain James Foley a été tué.
Kristyan Benedict, directeur de campagne d'Amnesty International, déclare au New Yorker en 2013 que de nombreuses organisations ont des analystes mais que celle d'Eliot Higgins est plus rapide que de nombreuses équipes d'enquête établies.
Higgins lance la plateforme Bellingcat en 2014 avec l'aide de dons privés reçus via la plateforme de financement participatif Kickstarter et lance un financement participatif supplémentaire en 2017. Bellingcat fonctionne longtemps sur un budget serré et avec beaucoup de volontariat. Ce sont les formations proposées en investigation qui composent l'essentiel des revenus. Ensuite, la moitié du financement provient de subventions et de dons, l'autre moitié de l'organisation d'ateliers de formation pour le grand public aux techniques d'enquêtes open source. Bellingcat reçoit par exemple des subventions de la Fondation Adessium, Digital News Initiative, Open Society Foundation (OSF), Pax, Porticus, National Endowment for Democracy (NED) et The Dutch Postcode Lottery,. Eliot Higgins déclare qu'une grande partie de l'argent des subventions ne finance pas directement les enquêtes et est utilisée pour des services extérieurs tels que la traduction de documents et la formation. L'organisation publie des guides sur la façon d'analyser les données et de créer des rapports, tels que « Comment extraire les données géospatiales interactives » et « Comment identifier les villages brûlés par l'imagerie satellite ».
Eliot Higgins déclare à Polygraph.info que les subventions de la NED et de l'OSF payent les programmes Bellingcat pour aider les journalistes et les chercheurs dans leurs enquêtes. Il précise en outre que « la plupart de nos financements provenant de subventions NED, OSF, etc.) couvre des éléments qui ne sont pas liés à des enquêtes concernant la Russie »,,,,,. De juillet 2019 à fin 2020 les revenus de Bellingcat se sont élevés à 920 250 euros.
Selon le journal i, Bellingcat est remarquable pour sa transparence, car les articles de journalisme d'investigation de Bellingcat détaillent « comment ils ont découvert l'histoire et les techniques qu’ils ont utilisées ».
En 2019, l'entreprise compte seize employés à temps plein en plus d'Eliot Higgins et au moins 60 collaborateurs. Son bureau se situe à Leicester, au Royaume-Uni, mais les contributeurs vivent dans différents pays (Finlande, Allemagne, Syrie...) dont certains voyagent selon les besoins des enquêtes. L'équipe est également composée de locuteurs de différentes langues (anglais, arabe, russe, espagnol) et de personnes avec des formations professionnelles variées.
Selon les informations disponibles le 26 décembre 2022 dans la base de données du site du ministère russe de l'Intérieur, le directeur exécutif de Bellingcat, le journaliste Christo Grozev, a été placé en Russie sur la liste noire des personnes recherchées.

### Objectifs
Selon ses membres, Bellingcat vise à 
- étudier, archiver et stocker les contenus multimédia qui risqueraient d'être retirés d’Internet alors même qu'ils pourraient être utiles pour des services d'enquête et pour des tribunaux ;
- rendre accessibles et publiques les informations utiles pour découvrir la vérité sur des crimes et violations des droits de l'Homme ;
- mener des enquêtes et chercher à découvrir la vérité sur des évènements dans lesquels sont parfois impliqués des acteurs puissants ;
- compléter le travail de vérification que nombre de journalistes d'investigation n'ont pas le temps ou les moyens de mener à bien ;
- contribuer à permettre que la lumière puisse être faite sur des affaires criminelles et que la justice puisse être rendue[25].

## Enquêtes notables

### Guerre dans l'est de l'Ukraine
Le 21 décembre 2016, Bellingcat publie un rapport qui analyse l'utilisation de l'artillerie russe à l'été 2014 contre les villages ukrainiens.

### Vol Malaysia Airlines MH17

Route du vol Malaysia Airlines 17 le 17 juillet 2014 d'Amsterdam à Kuala Lumpur.

Le 17 juillet 2014, le vol 17 de Malaysia Airlines, un vol passager d'Amsterdam à Kuala Lumpur, est abattu alors qu'il survole l'est de l'Ukraine. Les 283 passagers et 15 membres d'équipage sont tués après que le Boeing 777 a été touché par l'explosion d'« objets de haute énergie ».
Lors d'une conférence de presse, des responsables russes imputent la destruction du vol aux forces ukrainiennes et présentent des données radar, des témoignages d'experts et une image satellite. Les données radar montrant un autre avion à proximité du MH17 sont réfutées par des experts qui affirment qu'il s'agit de chutes de débris du MH17. Un contrôleur de la circulation aérienne espagnol à Kiev déclare dans des interviews que deux avions de chasse ukrainiens ont suivi l'avion malaisien, mais l'ambassade d'Espagne déclare plus tard qu'il n'y avait aucun contrôleur de la circulation aérienne espagnol dans les aéroports de Kiev. L'image satellite montrait un avion tirant sur l'avion de ligne, mais Bellingcat démontre que la photo est un composite d'images Google, le logo de la compagnie aérienne malaisienne étant même mal placé.
Le 9 novembre 2014, l'équipe d'enquête de Bellingcat MH17 publie un rapport intitulé « MH17 : Source of the Separatists' Buk » (source du missile séparatiste Buk). Sur la base de preuves provenant de sources ouvertes, principalement des réseaux sociaux, le rapport relie un lanceur de missiles Buk qui a été filmé et photographié dans l'est de l'Ukraine le 17 juillet, à la chute du vol MH17. Le rapport de 35 pages, comprenant des photographies et des cartes, détaille les mouvements du Buk dans l'est de l'Ukraine le 17 juillet, des preuves que le Buk provenait de la 53e brigade anti-aérienne de roquettes à Koursk, en Russie, ainsi qu'un convoi se dirigeant vers la frontière ukrainienne, et l'activité des véhicules vus dans le même convoi après le 17 juillet. Ce rapport est ensuite repris par l'équipe d'enquête internationale conjointe dirigée par les Pays-Bas. Le chef de la brigade nationale de lutte contre la criminalité des Pays-Bas déclare avoir officiellement conclu que le missile qui avait abattu le MH17 « provenait de la 53e brigade de missiles antiaériens de Koursk en fédération de Russie ».
En juin 2015, Bellingcat publie des preuves que la Russie a utilisé Adobe Photoshop pour manipuler des images satellites de la catastrophe du MH17. L'expert en criminalistique d'images, l'Allemand Jens Kriese, soutient que le rapport de Bellingcat utilise des méthodes invalides pour arriver à sa conclusion. Dans un rapport de suivi, Bellingcat publie des images satellitaires financées par le crowdfunding et une analyse plus approfondie à l'appui de leur affirmation.
Le 20 décembre 2017, Bellingcat publie un article axé sur une section du rapport du Comité de renseignement et de sécurité de 2017, qui déclare catégoriquement que la position britannique sur l'incident du MH17 est que les forces russes étaient à l'origine de l'orchestration et de la mise en œuvre d'un plan pour abattre un avion, sans préciser si la cible était l'avion de ligne MH17,.

### Guerre civile syrienne

Changement de territoire de l'État islamique (gris) 2014-2016

Débutée en mars 2011 après que les manifestations politiques pacifiques aient été réprimées violemment, la révolution puis la guerre civile syrienne se transforme en un conflit durable entre la République arabe syrienne, l'opposition syrienne, l'État islamique d'Iraq et du Levant et d' autres combattants. Les rapports de Bellingcat analysent principalement les factions en conflit, et quelles armes et forces blindées elles utilisent, ainsi que des informations qui ne sont généralement pas rapportées par les principaux médias. Bellingcat utilise un réseau de contributeurs spécialisés dans les enquêtes open source et les réseaux sociaux, et crée des guides et des études de cas pour que d'autres puissent apprendre à faire de même.
En avril 2014, Bellingcat publie de nombreuses preuves de l'utilisation d'armes chimiques sur des civils syriens, y compris des enfants. Collectant et analysant des séquences vidéo de sources locales qui ont apparemment montré des parties de cylindres de chlore, Eliot Higgins déclare que bien que le contenu des cylindres ne puisse pas être vérifié « les symptômes décrits dans les vidéos semblent toutes compatibles avec une exposition à des produits chimiques ».
En juin 2016, Bellingcat publie un article montrant que des armes à sous-munitions sont utilisées contre la nouvelle armée syrienne, en violation manifeste de la Convention sur les armes à sous-munitions. Bellingcat fournit des preuves photographiques provenant de sources directes que les munitions utilisées sont identiques à celles utilisées par l'armée russe.
En février 2017, Bellingcat publie un article détaillant comment des drones rudimentaires sont utilisés par l’État islamique pour larguer des explosifs sur des cibles de l'opposition. En analysant des images de Twitter et d'autres plateformes de réseaux sociaux, il a été découvert que les drones larguaient des grenades modifiées de 40 mm.
Bellingcat fait également de nombreux rapports sur les attaques qui ne sont pas ouvertement revendiquées par les combattants.
En septembre 2016, Bellingcat publie un article de vérification des faits en réponse à la Russie, qui nie bombarder des hôpitaux en Syrie. L'article analyse des images partagées sur YouTube et Facebook, en croisant les références avec des zones qui ont été confirmées comme étant attaquées par les forces russes. L'article indique que l'hôpital en question se trouve dans la zone attaquée par la Russie, bien que la Russie nie ces allégations.
En mars 2017, Bellingcat publie un rapport d'enquête sur le bombardement d'une mosquée à Alep qui a tué plus de 50 civils. L'article comprend des photographies des restes de la bombe utilisée et montre que la pièce était identique à celle de bombes similaires utilisées par l'armée américaine.

### Raid d'El Junquito
En mai 2018, en partenariat avec Forensic Architecture et des journalistes vénézuéliens, Bellingcat collecte, chronomètre et localise près de 70 éléments de preuve liés au raid d'El Junquito, y compris des vidéos, des photographies, des fuites audio des communications radio de la police et des déclarations officielles, demandant plus d'éléments permettant de déterminer si le policier rebelle Óscar Pérez et ses compagnons ont été victimes d'exécutions extrajudiciaires ,,.

### Guerre civile yéménite
Bellingcat publie que la bombe utilisée lors de la frappe aérienne du gouvernorat de Hajjah en 2018 a été fabriquée par la société américaine Raytheon.
En novembre 2018, une enquête de Bellingcat sur les émissions des Houthis par le biais de leur chaîne d'information affiliée Almasirah sur les attaques de missiles contre les aéroports des Émirats arabes unis (EAU), l'aéroport international d'Abu Dhabi et l'aéroport international de Dubaï, est publiée. Le rapport d'enquête conclut qu' « il est très probable qu'une attaque de drones dirigée par des Houthis n'ait pas eu lieu à Abu Dhabi ou à Dubaï ». Selon le rapport, les allégations d'attaques constituent un effort de propagande et font suite à des affirmations du mode de propagande des dirigeants houthis.

### Empoisonnement de Sergueï et Ioulia Skripal
Après l'interview de RT avec les suspects de l'affaire d'empoisonnement de Sergei Skripal le 4 mars 2018, Bellingcat publie les données du passeport des suspects montrant des incohérences dans l'histoire officielle et des liens possibles avec les services secrets russes. Le ministère russe des Affaires étrangères rejette le rapport, estimant que Bellingcat a des liens avec les services de renseignement occidentaux. Il note l'accès de Bellingcat à une base de données russe non accessible au public,. Deux hommes ont été identifiés comme susceptibles d'avoir mené l'attaque ; Bellingcat déclare rapidement avoir identifié l'un des suspects comme étant le colonel du GRU décoré Anatoli Tchepiga. L'autre suspect a été identifié comme étant le colonel GRU Alexander Mishkin. En juin 2019, Bellingcat rapporte que le major-général Denis Sergeyev s'est rendu à Londres sous le nom de « Sergei Fedotov », et semble avoir commandé l'opération, passant et recevant un grand nombre d'appels téléphoniques avec un seul "téléphone fantôme" russe sans IMEI. Bellingcat analyse les données de position du téléphone de Sergeyev pour retracer ses mouvements à Londres, après avoir réussi à accéder aux bases de données de voyage, de passeport et d'automobile pour les suspects.
En réponse aux rapports de Bellingcat sur l'empoisonnement des Skripal, des responsables russes affirment, sans preuve, que Bellingcat est une façade pour les services de renseignement étrangers et que Bellingcat publie des informations falsifiées. Les médias russes affirment que Bellingcat était financé par le gouvernement américain pour saper la Russie et d'autres adversaires de l'OTAN.

### Tirs sur la mosquée de Christchurch
Après les fusillades dans la mosquée de Christchurch, Bellingcat publie ce que la Columbia Journalism Review appelle « un rapport complet et contextualisé sur les motivations et les mouvements du tueur de Christchurch ».

### Cameroun
Bellingcat fournit une aide précieuse à l'enquête Africa Eye de la BBC sur le meurtre de deux femmes et de leurs enfants par des membres de l'armée camerounaise. À la suite de cette enquête, les États-Unis retirent 17 millions de dollars de financement à l'armée camerounaise et le Parlement européen adopte une résolution condamnant « la torture, les disparitions forcées, les exécutions extrajudiciaires perpétrées par les forces gouvernementales ».

### Charlottesville
L'équipe de Bellingcat contribue à l'identification du suprémaciste Daniel Borden comme auteur d'actes criminels à Charlottesville en 2017, et archive des images et vidéos des évènements.

### Empoisonnement d'Alexeï Navalny
En décembre 2020, Bellingcat publie un rapport d'enquête sur l’empoisonnement de l'opposant russe, Alexeï Navalny, réalisé en collaboration avec le media russe The Insider, des journalistes de CNN et Der Spiegel. Le rapport indique que Navalny était suivi depuis 2017 par des agents du FSB, service chargé des Affaires de sécurité intérieure spécialisé dans les produits chimiques, et a été suivi jusqu'à Tomsk, où il a été empoisonné le 20 août 2020. Le rapport indique également que, depuis la clôture officielle du programme russe d’armes chimiques en 2010, deux instituts poursuivent leurs recherches sur des substances chimiques mortelles. Bellingcat publie également le détail de la méthodologie employée pour l'enquête,,,,.

### Invasion de l'Ukraine par la Russie
En mars 2022, Bellingcat met en ligne une carte des attaques visant les civils en Ukraine : plus de 200 attaques ont été documentées grâce à des sources ouvertes entre le 24 février et le 17 mars, lors de l'invasion de l'Ukraine par la Russie.
En octobre 2022, Bellingcat, en coopération avec les équipes des journaux allemand et russe Der Spiegel et The Insider, identifie une équipe d'une trentaine d'ingénieurs militaires russes responsables de la programmation de la trajectoire de vol de missiles de croisière. Selon Bellingcat et ses partenaires, ces campagnes de tirs pourraient constituer de possibles crimes de guerre, comme c'est le cas du « ciblage délibéré ou indiscriminé de civils et d'infrastructures civiles » ukrainiens. Plusieurs de ces ingénieurs ont effectué des missions similaires en Syrie ou ont travaillé au centre de commandement militaire russe à Damas entre 2016 et 2021,,,.

## Réception
Selon Muhammad Idrees Ahmad, de l'Université de Stirling, Bellingcat a eu une influence sur la manière dont les médias et les instituts de recherche traditionnels mènent des enquêtes open source : « Les succès de Bellingcat ont encouragé l'investissement dans la capacité de recherche open source par des institutions médiatiques beaucoup plus importantes et établies de longue date (telles que The New York Times Visual Investigations), des organisations de défense des droits de l'homme (Amnesty's Digital Verification Corps ; bientôt[Quand ?] l'unité OSINT de Human Rights Watch), des groupes de réflexion (le DFR Lab de l'Atlantic Council) et des institutions universitaires (Berkeley's Human Rights Investigations Lab). » Mentionnant « de grandes lacunes dans la couverture étrangère » en raison de la réduction des budgets des salles de rédaction, Ahmad déclare que dans le contexte numérique actuel, les salles de rédaction sont devenues convaincues que « l'envoi de journalistes à l'étranger est une folie ».
Le Tow Center for Digital Journalism, le Poynter Institute et des spécialistes du journalisme ont recommandé aux journalistes et aux étudiants en journalisme des guides Bellingcat sur la manière de mener des enquêtes open source,,,,,,.

### Récompenses
- En 2015, Eliot Higgins et Bellingcat reçoivent le prix spécial du Hanns-Joachim-Friedrichs-Award[71].
- En 2017, Christiaan Triebert, membre de Bellingcat, remporte le prix de l'innovation du prix de la presse européenne pour une reconstruction détaillée de la tentative de coup d'État turc de 2016 dans un article de Bellingcat intitulé Le coup d'État turc à travers les yeux des comploteurs[72] .
- En 2019, Bellingcat et The Insider (Russie) reçoivent le Investigative Reporting Award (prix du reportage d'investigation) du European Press Prize pour avoir identifié les deux hommes soupçonnés de l'empoisonnement de Sergei et Ioulia Skripal[73].
- Toujours en 2019, Bellingcat reçoit un prix en espèces de 500 000 € de la Nationale Postcode Loterij des Pays-Bas ; il utilise ces fonds pour ouvrir un nouveau bureau à La Haye[22].
- En 2021, Bellingcat et CNN reçoivent deux Emmy Awards pour le reportage sur l'empoisonnement d'Alexei Navalny[74].
- En 2024, Bellingcat reçoit le prix Olof-Palme pour les droits de l'homme.

## Finance
Parmi ses donateurs, Bellingcat mentionne les associations et fondations suivantes : Adessium, The National Endowment for Democracy, The Dutch Postcode Lottery, Zandstorm CV, Sigrid Rausing Trust (en), Stichting Saxum Volutum, Stiftung Auxilium, Civitates, Swedish Postcode Foundation, EU, Stichting Democratie en Media (nl) et SIDN. Environ 35 % du budget de Bellingcat proviendrait en 2021 des ateliers organisés par Bellingcat tout au long de l'année et à travers le monde.

## Film
En 2018, le film documentaire Bellingcat: Truth in a Post-Truth World, en français Bellingcat : les combattants de la liberté, du réalisateur danois Hans Pool sort, . Le film explore le travail de journalisme d'investigation de Bellingcat, y compris sur l'empoisonnement de Skripal et le crash du vol 17 de Malaysia Airlines ,. Le film remporte un International Emmy Award dans la catégorie Divertissement non scénarisé en novembre 2019 ,. Pour Télérama, « en cinq ans, Bellingcat est devenu le pire cauchemar du Kremlin. Ce collectif international et hétérogène, qui use d'outils numériques pour dévoiler les crimes des gouvernements, méritait bien un film. »